# Orthogonis mauroides
Orthogonis mauroides är en tvåvingeart som först beskrevs av Paramonov 1958.  Orthogonis mauroides ingår i släktet Orthogonis och familjen rovflugor. Inga underarter finns listade i Catalogue of Life.